# 廣東通志
《廣東通志》是明朝郭棐所著的一本记载广东地方的通志。屬於明清兩代的地方誌，記錄著廣東省內的事蹟、氣候、風俗、水利、人物、藝術文化等等。

## 內容
全书分藩省志和郡县志两部份。卷首有戴耀彦、李时华彦、陈鸣华彦、袁茂英彦。正文分藩省志十三卷，有十一门；
郡县志四十九卷；艺文志三卷、有三门；外志七卷，有十门。所载涉及舆图、分野、沿革、气候、事纪、学校，风俗、城池、公署、坊都、驿铺、桥渡、水利、户口、盐铁、赋役、兵防、坛庙、亭榭、古迹、坟墓、土产、职官、选举、名宦、流寓、人物、艺文、外志诸方面，内容丰富、体例独特，在诸方志中较为少见。将仙释、寺观二门列为外志，是有其独到之处。

## 纂修史
《廣東通志》從明代的《廣東通志初稿》算起，曾經編修了六次。《廣東通志初稿》共分四十卷，於明嘉靖十四年（1535年）由戴璟花了短短兩個月來纂修。內容包括了分野、山川、政紀、行次、疆域等五十多門。
《廣東通志》的第二次纂修是在明嘉靖三十六年（1557年）由黄佐負責，到了1561年才完成。全書分七十卷，內容分為十一門六十九類，人物門佔了三分之一的篇幅。
《廣東通志》的第三次纂修是在明萬曆二十七年（1599年）由郭棐、王学曾、袁昌祚等人負責，到了1602年才完成。全書分七十二卷，內容分為三十五門。
第四次纂修是在清康熙十四年（1675年）由金光祖負責，康熙三十六年（1697年）完成。全書分三十卷，共三十門。
第五次纂修是在清雍正八年（1730年）由廣東總督郝玉麟負責，翌年完成。全書分六十四卷，共三十五門。
第六次纂修是在清嘉慶二十三年（1818年）由阮元負責，道光二年（1822年）完成。全書分三百三十四卷，共十九門六十八目。
另外，民國期間有兩部《續廣東通志》未成稿。分別是：
民國五年（1916年），朱庆澜修，梁鼎芬纂。叙事自清顺治元年至宣统二年（1644至1910年）。
民國二十四年（1935年）修，广东通志馆纂修。原稿120册 ，叙事自清顺治元年（1644年）至民國二十三年（1934年）止 。

## 评价
- 《四库全书总目提要》称《廣東通志》“较他志体例为协”。

- 清学者周中孚《郑堂读书记补逸》亦云，其“为从来地志所未有”，志中还设“罪放”、“贪酷”二门，以示讥贬、颇得史家遗意，不同于志家只褒不贬的惯例。

- 《郑堂读书记补逸》认为《廣東通志》所述“皆可取法”。

## 歷史貢獻与价值
按《隋书·经籍志》载杨孚《交州异物志》、《唐书·艺文志》载王范《交广二州记》，《廣東通志》可说是广东有志乘之始。其后宋王靖撰《广东会要》，已具方志之雏形，然而志则始于明嘉靖十四年戴璟的成稿，嘉靖三年及嘉靖十七年黄佐相继成志，至万历二十九年郭棐再纂通志，较前志详备。这同郭裴的二十余年的努力分不开的。可说《粤大记》和《岭海名胜志》两部专志、乃是为《广东通志》做的资料准备。　

## 参看
- 郭裴
- 粵大記
- 嶺海名勝志

## 外部連結
- 廣東文化廳:方誌
- 广东旧志简介[永久]
- 京都大學數字圖書館藏嘉靖黃佐版《廣東通志》全文書影 （页面存档备份，存于）
- 早稻田大學數字圖書館藏萬曆郭裴版《廣東通志》全文書影 （页面存档备份，存于）
- 京都大學數字圖書館藏康熙金光祖版《廣東通志》全文書影 （页面存档备份，存于）
- 哈佛大學數字圖書館藏雍正郝玉麟版《廣東通志》全文書影
- 香港中文大學圖書館藏道光阮元版《廣東通志》全文書影